# Тара Манић
Тара Манић (Београд, 1994) српски је позоришни редитељ и универзитетски предавач.

## Биографија
Завршила је Трећу београдску гимназију и дипломирала 2017. године на Катедри за позоришну и радио режију Факултета драмских уметности као студент генерације, у класи проф. Алисе Стојановић и Игора Вука Торбице, представом Фотографија 51 Ен Зиглер.
Као девојчица бавила се глумом. Имала је запажену епизодну улогу у филму Мртав ’ладан.
Ради на матичном факултету од 2017. као демонстратор а данас је ангажована у звању стручне сараднице. Студенткиња је докторских уметничких студија на ФДУ.
Радила је као асистент Јернеју Лоренцију, Александру Поповском и Ани Ђорђевић.
Представа у њеној режији гостовале су у десетак европских земаља, а у оквиру награде на Међународном франкофоном фестивалу у Познању, боравила је у престижном париском позоришту „Ла Цоллине“ (2014) и на јубиларом, 70. Авињонском фестивалу (2016).
Говори енглески и француски језик.

## Награде
- Награда за најбољу монодраму фестивала- Бе:фемон за представу „Јул“, Бечеј, 2019.[2]
- Специјална похвала Народног позоришта у Београду за изузетан допринос у раду, за рад на представи "Царство небеско" Јернеја Лоренција (2017.)[2]
- Награда за студента генерације Факултета драмских уметности у генерацији 2013/2014. (2017.)[2]
- Награда „Хуго Клајн” за најбољег студента позоришне режије на Факултету драмских уметности (2016.)[2]
- Прва награда „Неда Деполо” за најбоље радиофонско остварење, за радио драму "Хамлет или пропала револуција?", Радио Београд 2 (2016.)[2]
- Награда за најбољу савремену представу на 36. ВГИК фестивалу у Москви, за представу "Ко још једе хлеб уз супу?" по тексту Тијане Грумић (2016.)[2]
- Награда за најбољу представу и Награда за најбољу режију на 17. Међународном позоришном форуму у Вилњусу за представу "Једна ружа је процветала", по мотивима кратке приче Ћела Аскилсена (2015.)[2]
- Награда за најбољу представу на 2. Међународном франкофоном фестивалу у Познању, Пољска, за представу "Адађо" Емануел дел Пјан (2015.)[2]
- Награда за најбољу представу на 1. Међународном франкофоном фестивалу у Познању, Пољска за представу "Лажни циркус" Жила Аскарида (2014.)[2]

## Дела

### Театрографија
- „ДАН КАДА ЈА НИЈЕ ВИШЕ БИЛО ЈА“ Роланда Шимелпфенига, Београдско драмско позориште, 2021.[2]
- „ОСАМ ЖЕНА“ Робер Тома, Народно позориште „Тоша Јовановић“, 2020.[2]
- „ЗИДАЊЕ СКАДРА„ Вука Бошковића, Ансамбл „Коло“ и Народно позориште Ужице, 2020.[2]
- „ДЕВОЈКА ЦАРА НАДМУДРИЛА“ Вука Бошковића, Ансамбл „Коло“ и Народно позориште Ужице, 2019.[2]
- „ЈУЛ“ Ивана Вирипаева, Установа културе „Пароброд“, 2019.[2]
- „ТИЛ ОЈЛЕНШПИГЕЛ – О ПРОСЕРАВАЊУ“ Дејана Прћића (по мотивима народних прича о Барону Минхаузену, Тилу Ојленшпигелу, Марку Твену и Харију Франкфурту), Ујвидеки синхаз, 2018.[2]
- „ФОТОГРАФИЈА 51“ Ен Зиглер, 2017.[2]
- „КО ЈОШ ЈЕДЕ ХЛЕБ УЗ СУПУ“ Тијане Грумић, ФДУ и Установа културе „Вук Караџић“, 2016.[2]

### Радио драме
- „АУТОБИОГРАФИЈА“ Бранислава Нушића, серија из пет минијатура – „Од првог зуба до панталона“, „Крштење“, „Школовање“, „Прва љубав, прва песма, затвор“ и „Тамница“, Радио Београд, 2020.[2]
- „НОА НОА - дневник Пола Гогена“, Радио Београд, 2018.[2]
- „ТРАГОВИ У ЂУБРЕТУ“, документарна радио драма о радницима ЈКП Градска чистоћа, Радио Београд, 2018[2]